# Jezreel Corrales
Jezreel Corrales González (* 12. Juli 1991 in San Miguelito, Panama) ist ein panamaischer Profiboxer und ehemaliger WBA-Superweltmeister (WBA Super World Champion) im Superfedergewicht.

## Profikarriere
Jezreel Corrales bestritt sein Profidebüt im Februar 2009 und wurde am 17. Dezember 2015 mit einem Sieg gegen Juan Rodríguez Interimsweltmeister der WBA im Superfedergewicht. In seinem nächsten Kampf gewann er am 27. April 2016 den WBA-Superweltmeistertitel durch K. o. in der zweiten Runde gegen Takashi Uchiyama, der erst im Februar 2015 zum Super World Champion aufgewertet worden war. Den Rückkampf gegen Uchiyama gewann er am 31. Dezember 2016 nach Punkten und verteidigte den Titel am 15. Juli 2017 vorzeitig gegen Robinson Castellanos.
Am 20. Oktober 2017 wurde ihm der WM-Titel entzogen, da er bei der Abwaage vor seiner nächsten Titelverteidigung gegen Alberto Machado das Gewichtslimit überschritten hatte. Den Kampf selbst verlor er einen Tag später durch K. o. in der achten Runde.
Bei einem erneuten Kampf um die WBA-Interimsweltmeisterschaft im Superfedergewicht am 18. Januar 2020, verlor er einstimmig nach Punkten gegen Chris Colbert. Corrales wechselte dann in das Leichtgewicht und siegte in einem WBA-Titelausscheidungskampf am 12. März 2022 gegen Miguel Madueño, verlor aber am 4. Februar 2023 durch TKO in der neunten Runde gegen Albert Batyrgasijew.